# Rafael Vives i Comas
Rafael Vives i Comas (Sant Vicenç de Llavaneres, Maresme, 6 d'abril de 1829 - Sabadell, Vallès Occidental, 26 de novembre de 1881) fou un religiós escolapi català.
Entrà a l'Escola Pia de Mataró a dinou anys, començà el noviciat l'11 d'abril de 1848 i professà el primer d'abril de 1850. Feu estudis eclesiàstics entre Moià i Barcelona. Impartí les assignatures de llatí, geografia, retòrica, filosofia i ciències naturals als col·legis de Mataró (1856-65), Terrassa, Igualada i Sabadell.
El 1965 es convertí en tutor dels seus nebots Joaquim i Josep (després Josep Calassanç) Vives i Tutó quan perderen el pare, i els acollí com a fàmuls al col·legi de Santa Anna de Mataró, on estudiaren llatí, i després ingressaren a l'orde dels frares caputxins.